# William Hope Hodgson
William Hope Hodgson (Essex, 15 de novembro de 1877 – Ypres, 19 de abril de 1918) foi um escritor inglês.
Com uma vasta produção literária, William produziu ensaios, contos e romances, de gêneros distintos como terror, ficção científica, e fantasia. William usou suas experiências no mar como inspiração para seus contos, principalmente os de terror, muitos dos quais se passavam no oceano. A série de Contos do Mar de Sargaço, por exemplo, é composta somente de histórias ambientadas no mar. Já em seus livros como The House on the Borderland (1908) e The Night Land (1912), os temas são voltados para o cósmico. No começo da carreira, parte de seus esforços literários foram dedicados à poesia, embora poucos de seus poemas tenham sido publicados. Também teve algum sucesso como fotógrafo e fisiculturista.

## Biografia
Hodgson nasceu na aldeia de Blackmore End perto de Braintree, em Essex, em 1877. Era filho do reverendo Samuel Hodgson, pastor anglicano, e Lissie Sarah Brown. Era o segundo entre os doze filhos do casal, sendo que três de seus irmãos morreram ainda na infância. A morte de crianças é um tema comum em vários de seus trabalhos, como "The Valley of Lost Children", "The Sea-Horses" e "The Searcher of the End House". Seu pai mudou de paróquia com bastante frequência. Em 21 anos ele serviu em 11 diferentes igrejas, inclusive na Irlanda, cenário para seu livro The House on the Borderland.
Aos 13 anos, ele fugiu do colégio interno onde estudava na esperança de se tornar marinheiro. Ele foi pego e devolvido à família, mas eventualmente conseguiu permissão do pai para se tornar aprendiz em um navio, como taifeiro, em 1891, posição que teve por quatro anos. Seu pai morreu pouco depois disso, devido a um câncer na garganta, deixando a família na pobreza. Enquanto William estava em alto mar, sua família sobreviveu, basicamente, devido à caridade. Com o seu período de aprendiz chegando ao fim, William estudou por dois anos em Liverpool para conseguir seu certificado e pode trabalhar como marinheiro por vários anos.
Enquanto trabalhava embarcado, William sofreu bullying devido ao seu porte físico e assim começou um programa de treinamento físico. Muito bonito, mas baixo e franzino, ele foi um alvo fácil para os colegas. O tema do bullying e a vingança também são temas que aparecem em seus contos sobre a vida no mar.
Enquanto estava em alto mar e malhando com pesos, socando sacos de areia, William também praticou fotografia, onde registrou auroras boreais, ciclones, relâmpagos, tubarões e vermes que infestavam os estoques de comida do navio. Também criou uma coleção de selos, praticou sua pontaria enquanto caçava e manteve um diário de suas experiências no mar. Em novembro de 1898, ele ganhou uma medalha por heroísmo da Royal Humane Society ao salvar um colega marinheiro em março do mesmo ano, que caíra do mastro superior no mar, em águas infestadas de tubarões na costa da Nova Zelândia.

## Obras mais famosas
Hodgson é mais conhecido por duas obras. The House on the Borderland (1908) é um romance sobre o qual H. P. Lovecraft, em seu longo ensaio "Supernatural Horror in Literature", escreveu: "se não fosse por alguns toques de sentimentalismo comum, [ele] seria um clássico qualidade superior". The Night Land (1912) é um romance muito mais longo, escrito em um estilo arcaico e expressando uma visão sombria de um mundo futuro distante sem sol; Lovecraft o descreveu como "uma das peças mais potentes da imaginação macabra já escritas". Essas obras contêm elementos de ficção científica, embora também compartilhem do terror e do ocultismo. De acordo com o consenso crítico, nessas obras, apesar de sua linguagem frequentemente trabalhada e desajeitada, Hodgson atinge um profundo poder de expressão que se concentra não apenas em um senso de terror, mas também na ubiquidade do terror potencial, na estreiteza da fronteira invisível entre o mundo da normalidade e uma realidade subjacente inexplicável para a qual os humanos não são adequados.
The Ghost Pirates (1909) tem menos reputação do que The House on the Borderland, mas é uma história de terror marítima eficaz de um navio atacado e, finalmente, arrastado para o seu destino por criaturas sobrenaturais. O livro pretende ser o testemunho falado do único sobrevivente, e o estilo carece do pseudo- arcaísmo que torna The Boats of the "Glen Carrig" (1907) e The Night Land uma leitura tediosa para muitos.
Hodgson também é conhecido por seus contos com personagens recorrentes: o "detetive do ocultismo" Thomas Carnacki e o contrabandista Capitão Gault .A história de Carnacki "The Whistling Room" foi reimpressa em várias antologias, incluindo coleções apresentadas por Alfred Hitchcock. O conto mais famoso de Hodgson é provavelmente "The Voice in the Night" (1907), que foi adaptado para o cinema duas vezes. Outra história bem avaliada por críticos é "The Shamraken Homeward-Bounder".